# تاریخ یهودیان در ایرلند

موقعیت ایرلند (سبز تیره) در رابطه با اروپا

تاریخ یهودیان در ایرلند به هزاران سال پیش بازمی‌گردد. اگرچه جامعه یهودیان در ایرلند همیشه جمعیت کمی داشته است (حداقل از سال ۱۸۹۱ از ۵۵۰۰ نفر بیشتر نیست)، اما این جامعه کاملاً تأسیس شده است و به‌طور کلی در زندگی ایرلندی‌ها نیز به خوبی پذیرفته شده است. یهودیان در ایرلند در طول تاریخ از تحمل نسبی برخوردار بوده‌اند که عمدتاً در سایر نقاط اروپا وجود نداشته است.

## تاریخ اولیه
اولین اشاره به یهودیان در ایرلند در سال ۱۰۷۹ بود. سالنامه اینیسفالن «پنج یهودی از خارج از کشور با هدیه به توردلبخ، پادشاه مونستر آمدند، و آنها دوباره به خارج از کشور بازگردانده شدند».
تا زمان حمله نورمن‌ها به ایرلند هیچ اشاره دیگری به یهودیان یافت نمی‌شود. در سال ۱۱۶۹ که توسط استرانگبو (ریچارد دو کلار، دومین ارل پمبروک) بر خلاف ممنوعیت هنری دوم انگلیس، فتح ایرلند به دست نورمن‌ها آغاز شد. استرانگبو به نظر می‌رسد که از لحاظ مالی توسط قرض دهنده یهودی در سال ۱۱۷۰ کمک شده است.

## سده‌های ۱۸ و ۱۹
در زمان قحطی بزرگ (۱۸۴۵–۱۸۵۲)، که در آن تقریباً ۱ میلیون ایرلندی جان خود را از دست دادند، بسیاری از یهودیان به سازماندهی کمک کردند و سخاوتمندانه به رفع گرسنگی کمک کردند.

## سده بیستم

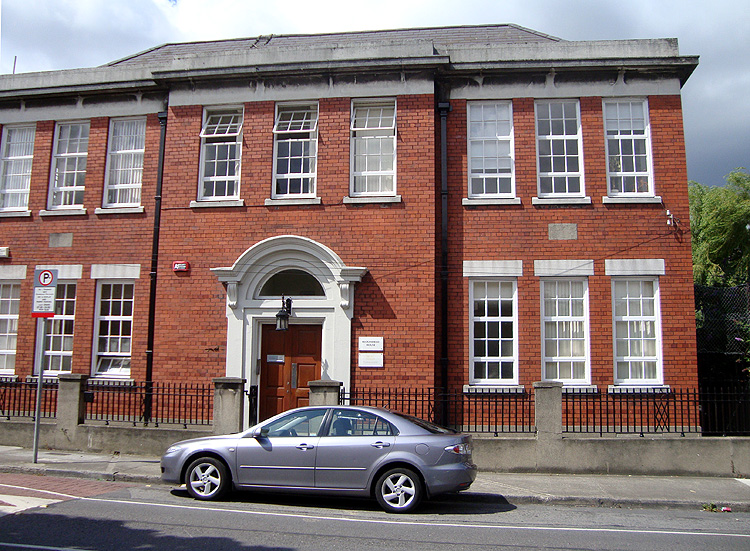
مدرسه یهودی پیشین در خیابان بلومفیلد، پورتوبلو، دوبلین.

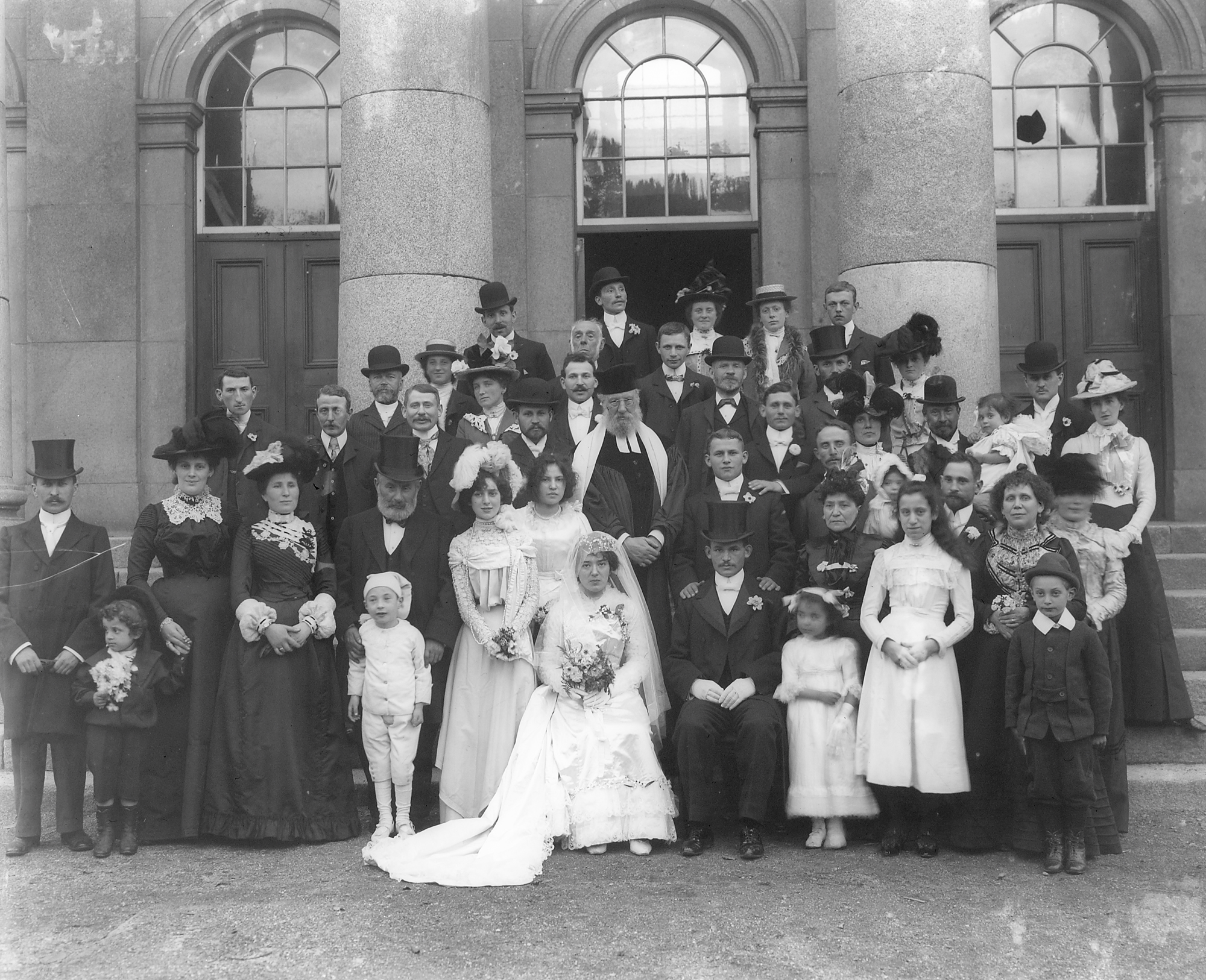
عروسی یهودیان در دادگاه واترفورد، اوایل سپتامبر ۱۹۰۱.

در اواخر سده نوزدهم و اوایل سده بیستم مهاجرت یهودیان به ایرلند افزایش یافت. در سال ۱۸۷۱، جمعیت یهودیان ایرلند ۲۵۸ نفر بود. در سال ۱۸۸۱، به ۴۵۳ رسیده است. بیشتر مهاجرت‌ها تا این زمان از انگلیس یا آلمان بوده است. گروهی که در واترفورد اقامت گزیدند ولزی بودند که خانواده‌های آنها در اصل از اروپای مرکزی بودند. در پی کشتارهای روسیه، مهاجرت بیشتر از اروپای شرقی (به ویژه لیتوانی) افزایش یافت. تا سال ۱۹۰۱، حدود ۳۷۷۱ یهودی در ایرلند زندگی می‌کردند که بیش از نیمی از آنها (۲۲۰۰) در دوبلین اقامت داشتند. تا سال ۱۹۰۴، تعداد کل جمعیت یهودیان تقریباً ۴۸۰۰ نفر بود. کنیسه‌ها و مدارس جدیدی برای تأمین غذا به مهاجران تأسیس شد، بسیاری از آنها فروشگاه‌ها و مشاغل دیگر تأسیس کردند. بسیاری از نسل‌های بعدی در محافل تجاری، دانشگاهی، سیاسی و ورزشی برجسته شدند.
جمعیت یهودیان ایرلند در دهه ۱۹۴۰ به حدود ۵۵۰۰ نفر رسید، اما طبق سرشماری سال ۲۰۱۶، این میزان عمدتاً به دلیل جذب و مهاجرت به حدود ۲۵۰۰ نفر در سال ۲۰۱۶ کاهش یافته بود. جمعیت یهودیان ایرلند در سال ۱۹۴۸ پس از استقرار اسرائیل، تعداد زیادی کاهش یافت. تعداد زیادی از یهودیان ایرلندی به خاطر اعتقادات عقیدتی و مذهبی به آنجا نقل مکان کردند. در دهه‌های بعدی، یهودیان بیشتری نیز به دلیل کاهش زندگی یهودیان در ایرلند و چشم‌اندازهای اقتصادی بهتر، به اسرائیل، انگلستان و ایالات متحده مهاجرت می‌کنند. علاوه بر این، نرخ ازدواج و جذب، از جمله رویدن شدن به کیش مسیحیت کاتولیک برای ازدواج، نیز بالا بود.
جمهوری ایرلند در حال حاضر دارای سه کنیسه در دوبلین است. یک کنیسه دیگر در بلفاست در ایرلند شمالی وجود دارد. کنیسه در کورک در سال ۲۰۱۶ بسته شد.

### دولت ایرلند
قانون اساسی ایرلند در سال ۱۹۳۷ به‌طور خاص از یهودیان حمایت می‌کرد. شامون دو والرا به دلیل برخوردی که با یهودیان در سایر نقاط اروپا در آن زمان داشت، این قانون بخشی از قانون اساسی در نظر گرفته شد.

### رخدادهای ضدیهودی
رخدادهای ضدیهودی به پلیس در جمهوری ایرلند گزارش شده است:
| سال  | حوادث گزارش شده |
| ---- | --------------- |
| ۲۰۰۴ | ۲               |
| ۲۰۰۵ | ۱۲              |
| ۲۰۰۶ | ۲               |
| ۲۰۰۷ | ۲               |
| ۲۰۰۸ | ۹               |
| ۲۰۰۹ | ۵               |
| ۲۰۱۰ | ۱۳              |
| ۲۰۱۱ | ۳               |
| ۲۰۱۲ | ۵               |
| ۲۰۱۳ | ۲               |

## ایرلند شمالی

موقعیت ایرلند شمالی (سبز تیره) در رابطه با انگلستان و اروپا

یهودیان ایرلند شمالی اساساً در بلفاست زندگی می‌کردند، جایی که جماعت عبری بلفاست، یک جامعه ارتدکس اشکنازی، در سال ۱۸۷۰ تأسیس شد. جوامع سابق در دری و لورگان قرار داشتند. اولین اشاره به یهودیان در بلفاست مربوط به سال ۱۶۵۲ است و یک «قصاب یهودی» در سال ۱۷۷۱ ذکر شد، که بیانگر شباهت یک جامعه یهودی در آن زمان است.

## جمعیت‌شناسی
| سال  | درصد یهودیان |
| ---- | ------------ |
| ۱۸۹۱ | ۰٫۰۴٪        |
| ۱۹۰۱ | ۰٫۰۹٪        |
| ۱۹۱۱ | ۰٫۱۲٪        |
| ۱۹۲۶ | ۰٫۱۲٪        |
| ۱۹۳۶ | ۰٫۱۳٪        |
| ۱۹۴۶ | ۰٫۱۳٪        |
| ۱۹۶۱ | ۰٫۱۲٪        |
| ۱۹۷۱ | ۰٫۰۹٪        |
| ۱۹۸۱ | ۰٫۰۶٪        |
| ۱۹۹۱ | ۰٫۰۴٪        |
| ۲۰۰۲ | ۰٫۰۵٪        |
| ۲۰۰۶ | ۰٫۰۵٪        |
| ۲۰۱۱ | ۰٫۰۴٪        |
| ۲۰۱۶ | ۰٫۰۵٪        |

| سال  | درصد یهودیان |
| ---- | ------------ |
| ۱۸۹۱ | ۷۰٫۱۹٪       |
| ۱۹۰۱ | ۷۲٫۱۶٪       |
| ۱۹۱۱ | ۷۷٫۹۲٪       |
| ۱۹۲۶ | ۸۵٫۴۶٪       |
| ۱۹۳۶ | ۸۹٫۹۴٪       |
| ۱۹۴۶ | ۸۹٫۸۶٪       |
| ۱۹۶۱ | ۹۴٫۱۳٪       |
| ۱۹۷۱ | ۹۳٫۰۹٪       |
| ۱۹۸۱ | ۹۱٫۷۷٪       |
| ۱۹۹۱ | ۸۷٫۴۸٪       |
| ۲۰۰۲ | ۶۸٫۱۶٪       |
| ۲۰۰۶ | ۶۳٫۰۱٪       |
| ۲۰۱۱ | ۶۵٫۴۲٪       |
| ۲۰۱۶ | ۵۶٫۲۸٪       |

بر اساس سرشماری سال ۲۰۱۶ ایرلند، ایرلند در سال ۲۰۱۶ دارای ۲۵۵۷ یهودی بود که از این تعداد ۱۴۳۹ نفر (۵۶٪) در پایتخت آن، دوبلین زندگی می‌کردند.